# Élections législatives de 1945 aux îles Féroé
Les élections générales féroïennes se sont tenues le 6 novembre 1945. Ces élections ont été marquées par la victoire du Parti du peuple qui obtient 11 des 25 sièges composant le Løgting, mais aussi par le retour du Parti de l'autogouvernement qui avait disparu de l'Assemblée lors des élections générales de 1943.

## Résultats
| Parti | Parti                       | Voix   | %     | +/-        | Sièges | +/-        |
| ----- | --------------------------- | ------ | ----- | ---------- | ------ | ---------- |
|       | Parti du peuple             | 5 725  | 43,43 | 1,94       | 11     | 1          |
|       | Parti de l'union            | 3 214  | 24,38 | 3,93       | 6      | 2          |
|       | Parti social-démocrate      | 3 005  | 22,79 | 2,94       | 6      | 1          |
|       | Parti de l'autogouvernement | 1 239  | 9,40  | 0,96       | 2      | 2          |
| Total | Total                       | 13 183 | 100   | stagnation | 25     | stagnation |